# Fuga
La fuga es un género musical en el cual se superponen ideas musicales llamadas sujetos. Su composición consiste en el uso de la polifonía vertebrada por el contrapunto entre varias voces o líneas instrumentales (de igual importancia) basado en la imitación o reiteración de melodías en diferentes tonalidades y en el desarrollo estructurado de los temas expuestos. Cuando esta técnica se usa como parte de una pieza más grande, se dice que es una sección fugada o un fugato. Una pequeña fuga se llama fughetta.
Hasta el final de la Edad Media el término fuga fue ampliamente utilizado para describir las estructuras y obras canónicas, en el renacimiento servía para designar específicamente los trabajos basados en la imitación. No sería sino hasta el siglo XVII cuando el término fuga cobraría el significado que se mantiene en la actualidad.

## Generalidades y reglas de la fuga
La fuga es la manifestación técnica y artística más madura y libre de la escritura contrapuntística. Es imposible encasillar todas las fugas escritas bajo un solo patrón uniforme. Cada una difiere de las demás en uno u otro detalle estructural, aunque se pueden incluir en dos grandes grupos: la fuga libre y la fuga de escuela o escolástica. En esta última la estructura es fija e imperturbable y sigue unos patrones estructurales, formales y de modulación preestablecidos. Hay musicólogos que se niegan a describir la fuga como una forma musical, y prefieren hablar de procedimiento fugal o de textura en lugar de forma, debido a la gran variedad de formas que puede asumir la combinación de elementos de una fuga. Sin embargo, es posible dar un esquema general de sus características más importantes.
Las fugas generalmente tienen tres o cuatro partes, es decir, voces melódicas; pero existen composiciones orquestales de hasta ocho o diez voces. Son raras las fugas de dos voces, en las que el tema solo puede ir de la voz superior a la inferior. Un ejemplo de fuga a dos voces es la Fuga en mi menor del primer libro de El clave bien temperado de Johann Sebastian Bach.
En la fuga, frecuentemente, una breve frase musical llamada sujeto se superpone y alterna con otra frase llamada contratema o contrasujeto. Aunque puede o no haber contratema o contrasujeto.
Desde el punto de vista de la estructura, las fugas tienen varias partes. La primera y más importante es la exposición, que ocurre al comienzo de la fuga y consiste en la aparición del sujeto o tema principal, que será repetido por cada una de las voces, aunque este esquema no es de aplicación fija. En algún punto después de que la primera voz ha comenzado —cuando ya ha expuesto el sujeto en su totalidad—, la segunda voz reproduce el tema, generalmente transpuesta a la quinta superior (o cuarta inferior) del original; esto es, si el sujeto está en do, la respuesta cambiará de tono a sol. Existe un tipo de fuga denominado fuga plagal (como la fuga de la Toccata y fuga en re menor de J. S. Bach), en la cual la respuesta aparece a un intervalo de 4.ª ascendente del sujeto. Es frecuente que uno o varios de los intervalos de la respuesta sean alterados para preservar la tonalidad sin alterar con el contrapunto la comprensibilidad del sujeto. Estas leves variaciones se denominan mutaciones. El proceso se repite hasta que todas las voces hayan introducido el sujeto o la respuesta, en el caso de las fugas escolásticas. En la fuga libre no es necesario que todas las voces expongan el tema. 
Después llega una etapa libre en la que el compositor introduce el sujeto, ya sea en su estado original o modificado mediante mecanismos como la aumentación (aumentar la duración rítmica del sujeto), la disminución (disminuir la duración rítmica del sujeto), la inversión (invertir los intervalos que componen el sujeto), o la retrogresión (tocar el sujeto de atrás adelante), fragmentación (fragmentar el material temático del sujeto y utilizarlo por separado), fusión, etc. Estas introducciones están separadas por secciones libres llamadas episodios o divertimentos. Los episodios no tienen ninguna restricción formal, pero por lo general consisten en modulaciones que permiten la entrada de los sujetos. Muchas fugas tienen un mecanismo contrapuntístico llamado stretto (estrecho), que consiste en exponer solapado, pero a cierta distancia, el sujeto, la respuesta o el/los contrasujeto/s en las distintas voces, de manera que el sujeto suene a la vez en dos o más voces.

## Partes de la fuga

### Generalidades
Hasta ahora hemos mencionado los elementos más importantes de la textura de la fuga. Con relación a su forma esencial, la fuga está integrada por cuatro secciones: exposición, sección o secciones medias, sección final y final:
- La exposición es la primera parte de la fuga donde el tema se expone una o más veces en cada una de las voces que intervienen.
- La sección media sigue a la exposición y en ella se introducen uno o más episodios de gran riqueza modulatoria: tonalidad relativa, subdominante o dominante. Es frecuente el uso de pausas o silencios de larga duración en esta segunda sección, con el propósito de que cuando aparezca nuevamente el tema, adquiera más relieve e interés.
- La sección final generalmente empieza cuando el sujeto vuelve a la tonalidad inicial de la fuga y de aquí a la culminación de la obra.
- El final de una fuga suele consistir en varios compases añadidos a la estructura principal, concluyendo así la obra con una floritura. Esta conclusión es la coda.

Todos los recursos técnicos descritos en el canon son aplicables a la fuga. Hay además otros que la diferencian de ésta: el stretto y el pedal.
|      | Exposición | Exposición | Exposición  | Exposición | Exposición           |                 | 1.ª Media entrada  | 1.ª Media entrada   |                 | 2.ª Media entrada |                 | Entradas finales en la tónica | Entradas finales en la tónica |         |
|      | Tónica     | Dominante  |             | T          | (D-Entrada repetida) |                 | Relat. mayor/menor | Dominante de relat. |                 | Subdomin.         |                 | T                             | T                             |         |
| ---- | ---------- | ---------- | ----------- | ---------- | -------------------- | --------------- | ------------------ | ------------------- | --------------- | ----------------- | --------------- | ----------------------------- | ----------------------------- | ------- |
| Sop. | S          | CS1        | C O D E T A | CS²        | R                    | E P I S O D I O | CS1                | CS²                 | E P I S O D I O | S                 | E P I S O D I O | CS1                           | CL                            | C O D A |
| Alto |            | R          | C O D E T A | CS1        | CS²                  | E P I S O D I O | S                  | CS1                 | E P I S O D I O | CS²               | E P I S O D I O | S                             | CS1                           | C O D A |
| Bajo |            |            | C O D E T A | S          | CS1                  | E P I S O D I O | CS²                | R                   | E P I S O D I O | CS1               | E P I S O D I O | CS²                           | S                             | C O D A |

### La exposición (presentación del sujeto)
La fuga comienza con la exposición de su sujeto; esta melodía suena sola en una de las voces o líneas melódicas en su nota tónica. Después de esta exposición, una segunda voz entra con el sujeto transportado a la dominante; esta voz es la respuesta. Algunas veces la respuesta está en la tónica o subdominante (véase Toccata y fuga en re menor, BWV 565, y el comienzo del fugato de la Partita n.º 2 en do menor, BWV 826); para evitar deformar el sentido de la tónica, a veces puede ser alterado levemente. Cuando la respuesta es una transposición exacta del sujeto en la dominante, se clasifica como respuesta real o fuga real; si tiene que ser alterada de cualquier manera es una respuesta tonal.

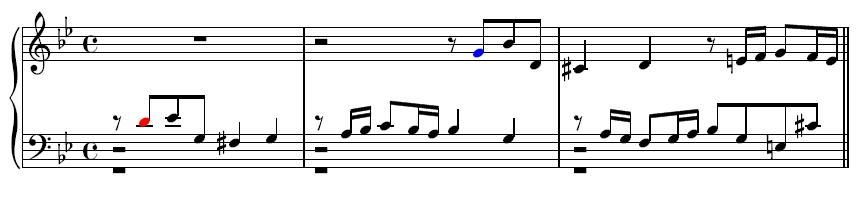
Ejemplo de una respuesta tonal en una exposición fugada. Esta imagen corresponde a la exposición de la Fuga n.º 16 en sol menor, BWV 861 extraído del libro 1 de la obra El clave bien temperado de Johann Sebastian Bach (Escuchar)
La primera nota del sujeto, re, (en rojo) es una nota dominante prominente y requiere que la primera nota de la respuesta (en azul) suene como su tónica sol, en vez de la.

Se llama respuesta tonal generalmente cuando el tema comienza con una nota dominante prominente, o donde hay una nota dominante prominente muy cerca del principio del tema. Para prevenir la deformación del sentido de la nota tónica, esta debe transportarse una cuarta por encima de la tónica (en vez de una quinta por encima de la supertónica). Las respuestas en la subdominante también se emplean por la misma razón y suele ocurrir en las siguientes circunstancias: a) cuando el tema comienza con los tonos siguientes de la escala: 5-4-5 o 5-4-3; y b) cuando los temas por sí solos modulan a la dominante, en este caso, la respuesta comienza en el subdominante, y modulan posteriormente a la tónica.
Mientras la respuesta está siendo mostrada, la voz en la cual el sujeto estaba sonando continúa con nuevo material. Si este nuevo material se reutiliza en posteriores fraseos del sujeto, se llama contrasujeto; si este material de acompañamiento solo aparece una vez, simplemente es un contrapunto libre. Cada voz entonces responde con su propio sujeto o respuesta por orden, y los siguientes contrasujetos o contrapuntos libres pueden aparecer.
Cuando se utiliza una respuesta tonal, esta estará supeditada por la exposición para alternar los sujetos (S) con respuestas (R), no obstante en algunas fugas este orden es modificado ocasionalmente, por ejemplo el arreglo SRRS de la Fuga n.º 1 en do mayor, BWV 846, del libro 1 de la obra El clave bien temperado de Juan Sebastián Bach. Una breve codetta puede verse conectando los varios fraseos del sujeto y respuesta. Esto permite a la música de ambas: a) volver a la tónica siguiendo una respuesta en la dominante; b) modular a la dominante para poder frasear la respuesta.
La primera respuesta puede ocurrir después tan alejada del fraseo inicial como sea posible; entonces la primera codetta será extremadamente corta, y en muchos casos ni siquiera es necesaria. En el siguiente ejemplo tenemos un caso muy claro: el sujeto acaba en cuarta o un caprichoso si bemol del tercer compás, la cual armoniza la apertura en sol de la respuesta. Las segundas y posteriores codettas podrían ser considerablemente largas, y también servirían para: a) hacer que el material aparezca lejos en el sujeto/respuesta y contrasujeto y posiblemente introducir melodías que aparezcan en el segundo contrasujeto o contrapunto libre que le sigue. b) retrasar, y por lo tanto aumentar el impacto al regresar el tema en otra voz, así como la modulación de nuevo a la tónica.
La exposición normalmente concluye cuando todas las voces han reproducido la melodía del sujeto o la respuesta. En muchas fugas hay una entrada más del sujeto con todas las voces sonando simultáneamente; a esto se le conoce como entrada redundante. También en algunas fugas la entrada de una de la voces se reserva para un poco más tarde, por ejemplo el pedal de la Fuga en do mayor, BWV 547 para órgano, de Johann Sebastian Bach, en donde el pedal hace su aparición en el segundo tercio de la fuga.

### El o los contrasujetos
El contrasujeto es un tema secundario que complementa armónica, melódica y rítmicamente al sujeto. Suele presentarse a partir de la segunda entrada del tema principal de la fuga, que aparece en forma de respuesta, y su tesitura es contraria a la del propio sujeto. No obstante, cuando el sujeto es pobre rítmicamente, conviene que el contrasujeto se presente ya desde la primera entrada del tema principal (sujeto) para compensar esta pobreza. En tal caso ha de ser de igual tesitura que el sujeto, aunque será cantado por una voz de diferente naturaleza (masculina/femenina).
En principio, el contrasujeto no debe imitar al sujeto, sino complementarlo dentro de una unidad de estilo. Sin embargo, existen ejemplos de fugas libres donde se da una imitación parcial del material motívico del sujeto.
Cuando el sujeto está formado por valores lentos, el contrasujeto suele presentar mayor movimiento rítmico que el sujeto, y viceversa. En aquellos sujetos dotados de cierta variedad rítmica, el contrasujeto puede tomar algún elemento motívico del propio sujeto, sin producir en ningún caso una imitación sistemática del mismo, lo que contribuye en cierta manera a la unidad de estilo entre ambos.
El carácter del sujeto es determinante del adoptado para el contrasujeto, en aras de la ya referida unidad de estilo.
El uso de varios contrasujetos es posible, exponiéndose los mismos sucesivamente, además de presentarse superpuestos unos a otros conforme avanza la sección expositiva. Este recurso, por otra parte, limita la variedad temática, ya que al ser estos temas secundarios de carácter obligado, restringen la aparición de otros elementos temáticos que dimanan de la intervención de las denominadas "partes libres".

#### Generalidades del contrasujeto
Después de exponerse el sujeto entra la respuesta. El sujeto no calla, sino que continúa sonando simultáneamente con la respuesta en contrapunto. Es lo que se denomina contrasujeto.

#### El contrasujeto en las armonías clásicas
Las fugas con sujeto y contrasujeto se llamaban en otros tiempos fugas dobles o fugas con dos sujetos. Normalmente el compositor busca la mejor melodía posible para este papel ya que se convierte nuevamente en una parte de obligada repetición posterior como melodía principal. No es imprescindible encontrar un contrasujeto puro en una fuga, pero las fugas más prestigiosas tienen siempre un contrasujeto claro y cuidado, así se equilibra el sujeto completándolo rítmica y melódicamente y nunca toma nada prestado de él, sino que aporta nuevos elementos contrapuntísticos y melódicos en su mismo estilo.
El contrasujeto está redactado siempre en contrapunto invertible a la octava con el sujeto; así surgen las armonías más refinadas, normalmente adornadas con florituras y sobre todo retardos. 

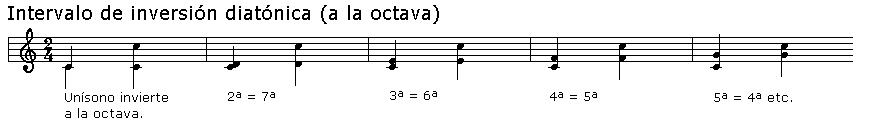
El intervalo de una quinta invierte a una cuarta, que es disonante, y por ello no puede ser empleada en el contrapunto invertible sin una preparación y una resolución.(Escuchar)

Las melodías son siempre endiabladamente rebuscadas para acompañar perfectamente al sujeto y no conservan de estos acordes más que las notas invertibles, sobre las cuales se edifica la melodía.
En la armonía así entendida, las únicas notas que no permiten la inversión son:
- La octava de la nota considerada, que daría unísono;
- La quinta del acorde perfecto (o la tercera de la primera inversión), que daría una cuarta y sexta.

Normalmente son utilizadas todas las relaciones de séptima de dominante, de tritono o de quinta disminuida, si las reglas de preparación y de retardo son respetadas adecuadamente.
La distinción que se hace entre el uso del contrapunto libre y los contrasujetos regulares acompaña a la fuga de la forma sujeto/respuesta. Esto es así porque el contrasujeto acompañará al sujeto en más de una ocasión, y debe sonar correctamente tanto por arriba como por abajo del sujeto; por ello debe ser concebido en contrapunto invertible o doble. Las líneas de música tonal de contrapunto invertible deben ser escritas de acuerdo con ciertas reglas, ya que muchas combinaciones interválicas, que podrían ser aceptables en una particular orientación, no son permitidas cuando se invierten. Por ejemplo, cuando la nota sol suena una voz sobre la nota do en una voz más baja, se forma un intervalo de quinta, que es considerado consonante y aceptable. Cuando el intervalo se invierte (do sobre sol) forman una cuarta que en la práctica contrapuntística se considera una disonancia y requiere un tratamiento especial o una preparación y resolución. 
Cuando se escriben contrasujetos invertibles en una fuga, los compositores normalmente se autorregulan limitándose a intervalos de tercera que invierten a sexta, y sus octavas al unísono. Además, son cuidadosos al usar el retardo 7-6.

### El episodio
El episodio, o divertimento, es una sección de transición entre dos presentaciones del tema principal de la fuga que se hallan en diferentes tonalidades. Su finalidad es doble: por una parte, romper la insistencia sobre la forma completa del tema principal, abriendo la posibilidad de una transformación motívica parcial que permite establecer cierto contraste con lo ya expuesto; y por otra, crear una conducción lógica, dotada de un impulso direccional que por medio de uno o varios procesos modulatorios prepara la entrada del tema principal en una nueva tonalidad.
Consiste en general, aunque no siempre, en uno o varios temas o fragmentos motívicos derivados del sujeto o del contrasujeto, que se combinan entre sí mediante el empleo del contrapunto invertible, para reaparecer alternándose entre las distintas voces.
Aunque muchos teóricos consideran los "episodios" y los "divertimentos" como términos equivalentes, puede establecerse una sutil distinción entre ellos, ya que el episodio denota genéricamente un pasaje transicional, mientras que el divertimento suele estar asociado a una progresión melódica o secuencia. Por combinación de los distintos temas del divertimento tratados en progresión melódica, subyace una progresión armónica en su fondo, pero se evita que esta se manifieste como tal, distribuyendo los temas entre distintas voces, que se imitan entre sí, lo que contribuye a acrecentar el interés constructivo y auditivo.

### Las entradas falsas, fugas falsas o medias entradas
En cualquier parte de la fuga pueden aparecer entradas falsas del sujeto que consisten en la exposición del comienzo del sujeto, pero abreviado a solamente el comienzo del mismo. Esto anticipa y magnifica la entrada auténtica del sujeto.

### ElStrettoo estrecho

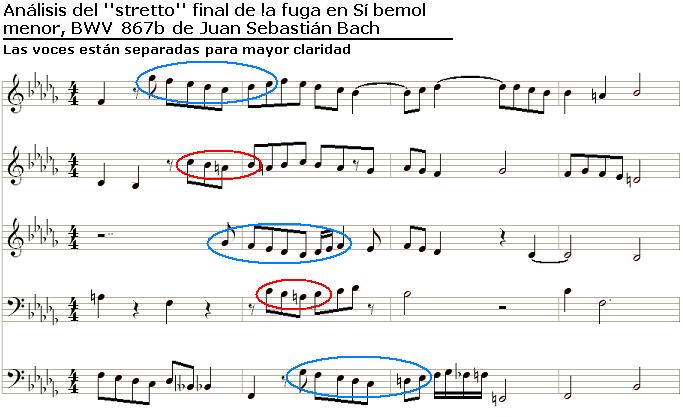
Análisis del final de la Fuga en si bemol menor, BWV 867b del libro 1 de la obra El clave bien temperado de Juan Sebastian Bach, donde se puede apreciar cómo al final de la obra las mismas respuestas se repiten una detrás de otra en diferentes tonalidades, engrosando las armonías.(Escuchar). En este caso las sucesivas entradas suceden muy cercanas, consecutivas a la misma distancia, generando una tensión melódica y armónica muy interesantes para desarrollar posteriormente contraste con el final, más pausado y simple.

El stretto aparece en episodios posteriores a la exposición, preferentemente en la última sección de la fuga, y consiste en la entrada de la respuesta poco antes de completar el tema, superponiéndose de este modo a él. Estas respuestas suelen darse a distancia de quinta u octava, y menos frecuentemente a otros intervalos. El interés y la emoción aumentan con la entrada en stretto de todas las voces. El stretto crea intensidad y pompa, y por ello suele usarse previo a la coda final; no obstante, no es un recurso obligado de la forma fuga.
Un caso interesante ocurre en la Fuga en si bemol menor, BWV 867b del primer libro del Clave bien temperado de Bach, donde en el compás 69 aparece un stretto que involucra las cinco voces.
Existe stretto cuando la respuesta entra antes de que el sujeto haya acabado.

#### Estrechos verdaderos
Se designan así los estrechos del sujeto previstos por el autor.
Solamente el primer y el último stretto deben presentar entradas equidistantes entre el sujeto y la respuesta. Frecuentemente están limitadas a comenzar las entradas de la cabeza del sujeto y la respuesta sin utilizar el canon más que entre las últimas entradas.

#### Cánones
Los otros tipos de estrechos deberían llamarse más bien cánones o imitaciones simples construidos a intervalos diversos. Un sujeto no engendra forzosamente cánones, y algunos cánones posibles no son forzosamente musicales. Cuando el sujeto se presta mal al canon ocurre lo siguiente:
- El contrasujeto sufre modificaciones.
- Se emplea la aumentación, que generalmente facilita la implicación de fragmentos del sujeto.
- Se desarrollan sujetos ficticios que favorecen la mutación de los contornos melódicos lo más lejos posible de la cabeza del sujeto. Los compositores prefieren casi siempre esta solución antes que modificar la estructura rítmica.

### El pedal
El pedal es una nota prolongada generalmente en el bajo, sobre la que progresan las otras partes. Es interesante notar que, excepto cuando la nota pedal corresponde a la armonía de las partes superiores a ella, lo cual raramente ocurre, el resultado es una serie de disonancias muy atrevidas. El pedal aparece a veces al final de la fuga, y también suele ser utilizado en otras formas musicales diferentes de la fuga.

## Tipos de fugas

### Fugas dobles, triples, cuádruples...
Se trata de formas más complejas de fugas que se componen a partir de dos o más sujetos. 
La fuga doble cuenta con tres partes diferenciadas y completas: la primera es una fuga sobre el primer sujeto, la segunda parte es una fuga sobre el segundo sujeto y la tercera parte es una fuga compuesta sobre ambos sujetos combinados contrapuntísticamente. Ejemplos célebres de Bach son la Gran fuga para clave en la menor, la fuga n.º 18 en sol sostenido menor del vol. II del Clave bien temperado y la fuga de la Toccata para órgano en fa mayor. En el siglo XX destacan las fugas dobles n.º 4 (mi menor) y n.º 24 (re menor) de Shostakovich, en su serie de 24 preludios y fugas.
El término de "fuga doble" suele aplicarse a modalidades más sencillas de fuga, en las cuales el contrasujeto cobra suficiente importancia en la pieza como para ser empleado con frecuencia como un sujeto alternativo, frecuentemente relacionado con el sujeto principal. En este sentido, y comparando esta modalidad con la austera y compleja forma de la fuga doble en estricto sentido de la palabra, equivaldría a la tercera sección de aquella.

### La contrafuga
En ella, el comes o respuesta es el mismo dux o sujeto expuesto en forma invertida. Ejemplos son las fugas n.º 5, 6 y 7 del Arte de la fuga de Bach. El procedimiento puede usarse como recurso para crear divertimentti, después de que sujeto y contrasujetos, como temas diferenciados, se han presentado en debida forma en la exposición.

## Historia de la fuga
Los antecedentes de la fuga son el ricercar y la canzona, formas desarrolladas en los siglos XVI y XVII. La fuga, en su sentido actual, aparece junto a la fantasía en la obra Nova de tabulature (1624) de Scheidt. Otra clase de fuga emergió de las toccatas de Froberger y de Buxtehude. Así, la idea de incluir partes fugadas en la toccata ha conducido a la combinación del preludio y fuga. La Ariadne musica de Fischer (1702) es una colección de preludios y fugas en las diferentes tonalidades y fueron precursoras de El clave bien temperado de Johann Sebastian Bach. 
Johann Sebastian Bach es el más destacado cultor de la fuga, y fue quien la llevó a su máximo esplendor en su obra El arte de la fuga (1749-1750). También destaca Georg Friedrich Händel,  con elaboradas fugas corales en sus oratorios. Durante los siguientes siglos se "redescubrió" la fuga; casos famosos son la gran fuga para cuarteto, opus 133 (1825) de Beethoven, las fugas de las sonatas para piano op. 106 y op. 110, así como la del cuarteto op. 131 del mismo compositor, y en tiempos más recientes, los 24 preludios y fugas para piano opus 87 de Shostakovich.

### Época barroca
La época barroca musical se destaca por su definición y se caracteriza por la unidad y coherencia armónicas en la polifonía y el contrapunto. Existen además otras formas de música contrapuntística, aparte de la gran variedad que nos ofrece Bach y Händel. En la Edad Media no se valoraba la armonía de igual forma que la melodía. En la época de Palestrina, el problema de la armonía se miraba desde un punto de vista distinto del de Bach. Pero la característica más importante de todas las formas de música contrapuntística es el interés independiente de las diferentes líneas melódicas en combinación unas con otras. 
Esto ocasionó que muchos compositores encontrasen en la fuga el máximo exponente del razonamiento musical barroco.

#### Bases de la música barroca
Dos pilares fundamentales sustentan la música barroca en general: a) el empleo de la frase, o tema cuya melodía y ritmo son claramente reconocibles, y b) la imitación, o reafirmación de la frase, en una voz distinta a la original y en diferentes alturas. (La imitación satisface un fuerte impulso de la naturaleza humana, y en la música tiene mucha importancia).
Este cambio de estilo y la proliferación de músicos que se esforzaron en seguir las tendencias europeas en la música con la máxima solvencia favorecieron el refinamiento máximo de la música, y por ende, de la fuga en esta época.
Interés rítmico de marcada independencia en cada una de las voces es la base de la fuga. En la escritura contrapuntística y en el Barroco, el ritmo es de tal importancia que la imitación de una frase es a menudo más conscientemente rítmica que melódica. Esto se debe a que el oído (el oído poco entrenado, o profano) está poco capacitado para seguir varias líneas melódicas simultáneamente, pero en cambio es mucho más sensible para distinguir variaciones rítmicas.
Todas estas premisas hicieron que la fuga fuese una de las artes más valoradas por músicos y público.
Observemos que, por lo general, cuanto más complicada es la textura de una pieza contrapuntística, más simple es la base de sus acordes. Los tres primeros compases de la mayoría de las invenciones a tres voces (sinfonías) de Bach, muestran todos estos puntos de una forma muy detallada. #12, L y G

#### Cultivadores de la fuga en el Barroco
La fuga tuvo su época dorada entre los siglos XVII y XVIII, gracias a ilustres músicos del Renacimiento tardío y el Barroco:
- D. Buxtehude (1637-1707)
- J. Pachelbel (1653-1706)
- G. F. Händel (1685-1759)
- J. S. Bach (1685-1750)

### Época clásica
- Wilhelm Friedemann y Carl Philipp Emmanuel Bach
- Johann Georg Albrechtsberger
- W. A. Mozart
- Ludwig van Beethoven

### Época romántica
- Felix Mendelssohn
- Max Reger
- Ludwig van Beethoven

(Ludwig van Beethoven nació durante la época clásica, pero murió durante la época romántica)

### SigloXX
El Neoclasicismo se define de manera general como "el peso de los formalismos" o vuelta a las formas absolutas: cuarteto, sonata, sinfonía, y las formas barrocas suite, divertimento, concerto, fuga... es la vuelta al siglo XVIII como lugar de inspiración, pero con elementos nuevos, textura lineal transparente, con un contrapunto disonante en contra del romanticismo y color instrumental refinado.

## Percepción y estética
El oído capta la individualidad de cada línea melódica, su personalidad, a la vez que percibe
con cohesión el conjunto.

## Cómo analizar una fuga
Elementos de la fuga
Sujeto: es el tema principal de la fuga, el elemento del que todo deriva. Generalmente hay un único sujeto, pero existen fugas con dos o más sujetos. Las fugas con dos sujetos se denominan fugas dobles.
Respuesta: es el tema a la 5.ª del sujeto, es decir, en el tono de la dominante. En ocasiones, como en la fuga de la Tocatta y fuga en re menor de J. S. Bach, la respuesta se encuentra en el tono de la subdominante, y cuando esto ocurre, esta respuesta, y por extensión a la fuga completa, se le denomina plagal. 
Contra-sujeto/s: son partes libres que acompañan tanto al sujeto como a la respuesta. Puede haber uno, varios o ninguno. Cuando acompaña a la respuesta, en ocasiones se le denomina “contrarrespuesta”.
Episodios o divertimentos: son partes en las cuales no se produce ninguna entrada ni del sujeto ni de la respuesta. El material temático de los episodios está generalmente extraído de elementos (motivos) del sujeto, la respuesta o los contrasujetos. Rara vez aparece un elemento nuevo.
Estrechos: ocurren hacia el final de la fuga, y en ellos las sucesivas entradas de los sujetos y respuestas (o sus diferentes combinaciones) se van “estrechando”, es decir, entra uno antes de que haya acabado el anterior. Una fuga nunca empieza con un estrecho. Hay estrechos canónicos (cuando las voces se imitan exactamente), no canónicos (cuando hay alguna modificación), dobles (a 3 voces), triples (a 4 voces), etc.
Nota pedal: suele aparecer hacia el final de la fuga un episodio construido sobre un pedal de tónica o dominante.